# Jens Emil Sloth Nielsen
Jens Emil Sloth Nielsen (1998) es un deportista danés que compite en triatlón y duatlón.
Ganó una medalla de plata en el Campeonato Mundial de Duatlón Campo a Través de 2023 y una medalla de bronce en el Campeonato Europeo de Duatlón Campo a Través de 2021. Además, obtuvo una medalla de bronce en el Campeonato Mundial de Xterra Triatlón de 2023.

## Palmarés internacional
| Campeonato Mundial | Campeonato Mundial | Campeonato Mundial | Campeonato Mundial |
| Año                | Lugar              | Medalla            | Prueba             |
| ------------------ | ------------------ | ------------------ | ------------------ |
| 2023               | Ibiza (España)     | Medalla de plata   | Individual         |
| Campeonato Europeo |                    |                    |                    |
| Año                | Lugar              | Medalla            | Prueba             |
| 2021               | Andalo (Italia)    | Medalla de bronce  | Individual         |

| Campeonato Mundial | Campeonato Mundial | Campeonato Mundial | Campeonato Mundial |
| Año                | Lugar              | Medalla            | Prueba             |
| ------------------ | ------------------ | ------------------ | ------------------ |
| 2023               | Trento (Italia)    | Medalla de bronce  | Individual         |